# 戈登·贝姆
戈登·阿兰·贝姆（英語：Gordon Alan Baym，1935年7月1日—），美国理论物理学家。
贝姆出生于纽约市，毕业于布鲁克林技术高中。1956年，他在康奈尔大学获得了学士学位。1960年，他在哈佛大学获得了博士学位，导师是朱利安·施温格。

## 奖项和荣誉
- 美国文理科学院院士，1981年[1]
- 美国国家科学院院士，1982年[2]
- 汉斯·A·贝特奖，2002年
- 拉斯·昂萨格奖，2008年
- 尤金·芬伯格纪念奖章，2011年